# Јохан Крик
Јохан Крик (енгл. Johan Kriek, Понгола, Јужноафричка Република, 5. април 1958) је бивши тенисер из Јужноафричке Републике, који је наступао и под заставом САД.

## Каријера
Тријумфовао је два пута на Аустралијан Опену и стигао до полуфинала Ролан Гароса и Ју-Ес Опена, као и до четвртфинала Вимблдона. У каријери је освојио 14 турнира у појединачној конкуренцији и 8 у паровима. Побеђивао је најпознатије тенисере, међу којима су Џими Конорс, Андре Агаси, Џон Макенро и Бјерн Борг.
Јохан Крик и његова супруга Дага Мрозек Крик имају тениску академију у Вирџинији, где живе са својом кћерком Каролином.

## Гренд слем финала

### Појединачно 2 (2-0)
| Исход  | Година | Турнир                        | Противник   | Резултат           |
| Победа | 1981.  | Отворено првенство Аустралије | Стив Дентон | 6-2, 7-6, 6-7, 6-4 |
| Победа | 1982.  | Отворено првенство Аустралије | Стив Дентон | 6–3, 6–3, 6–2      |